# Serafino Biagioni
Serafino Biagioni (Pistoia, 12 marzo 1920 – Orciano Pisano, 14 febbraio 1983) è stato un ciclista su strada italiano.
Professionista tra il 1945 e il 1956, vinse due tappe al Giro d'Italia, una nel 1949 e una nel 1951, e due al Tour de France 1951, corsa in cui indossò anche la maglia gialla di leader della classifica generale.

## Carriera
Nel 1938 esordì da dilettante e l'anno seguente era già classificato fra quelli scelti che potevano gareggiare anche con i professionisti. In questo status, con la maglia della Cesare Battisti di Pistoia vinse nel 1939 il Giro dell'Emilia; in totale furono 22 le sue vittorie fra i "puri". Passò professionista nel 1945. La carriera lo vide correre per diverse importanti squadre di marca, in particolare per la Viscontea, la Benotto, la Legnano, la Bottecchia, la Ganna e la Bartali, e distinguersi come potente passista ma anche come gregario, specialmente di Gino Bartali.
Nel 1948, dopo le positive prestazioni al Giro d'Italia, entrò a far parte della Nazionale italiana al Tour de France (Tour storico per le vicende italiane, vinto da Bartali); vestirà la maglia azzurra per quattro edizioni della Grande Boucle, partecipando a molte vittorie della squadra azzurra di ciclismo insieme allo stesso Gino Bartali e a Fausto Coppi. Vinse poi due tappe al Giro d'Italia, nel 1949 la Salerno-Napoli e nel 1951 la Pescara-Rimini.
Nel 1951 raggiunse la ribalta internazionale: con la maglia della Nazionale italiana, infatti, vinse due tappe al Tour de France  a Caen e Tarbes. Nella prima, da Parigi a Caen, dopo una lunga fuga in solitaria giunse sul traguardo con dieci minuti di vantaggio sugli inseguitori: la vittoria gli permise di indossare, unico della squadra nazionale di quell'anno, la maglia gialla di leader della classifica generale. Famosa fu la sua frase al termine della corsa al radiocronista Ferretti che lo intervistava: «Anche le querce fanno i limoni». Nella seconda, da Dax a Tarbes con la storica scalata pirenaica dell'Aubisque, si impose al termine di una fuga a quattro dopo il declassamento per evidente irregolarità in volata di Raphaël Géminiani. Tale vittoria gli permise di ripetersi e salire in graduatoria al secondo posto nella classifica generale; stanti le problematiche emerse nella gestione generale della squadra, a causa di ciò concluderà purtroppo quel Tour fuori dai primi dieci (quindicesimo). 
In Italia, oltre alle tappe del Giro d'Italia, ottenne altre vittorie: la Coppa Città di Prato 1945 (su circuito e con classifica a punti), la tappa con arrivo a Frosinone al Giro del Lazio 1949, il Gran Premio di Sassari 1953 e le edizioni del 1955 e 1956 della Coppa Federale a Pisa.
Morì il 14 febbraio 1983 in un incidente stradale mentre stava andando al funerale di una sorella.

## Palmarès
- 1938 (dilettanti)

Coppa Marini - Pistoia
- 1939 (dilettanti/professionisti)

Giro dell'Emilia
- 1949 (Viscontea, due vittorie)

5ª tappa Giro d'Italia (Salerno > Napoli)
3ª tappa Giro del Lazio (L'Aquila > Frosinone)
- 1951 (Ganna, tre vittorie)

11ª tappa Giro d'Italia (Pescara > Rimini)
5ª tappa Tour de France (Parigi > Caen)
13ª tappa Tour de France (Dax > Tarbes)
- 1953 (Bartali, una vittoria)

Gran Premio di Sassari
- 1955 (Individuale, una vittoria)

Coppa Federale Pisa
- 1956 (Individuale, una vittoria)

Coppa Federale Pisa

### Altri successi
- 1945 (U.C. Pistoiese)

Coppa Città di Prato (circuito)

## Piazzamenti

### Grandi Giri
- Giro d'Italia

1946: 12º
1947: 18º
1948: 9º
1949: 8º
1950: ritirato
1951: 55º
1952: 30º
1953: 26º
1954: 44º
- Tour de France

1948: 34º
1949: 17º
1950: ritiro squadra (non partito 12ª tappa)
1951: 15º

### Classiche monumento
- Milano-Sanremo

1950: 70º
1951: 75º
1953: 51º
1954: 70º
- Giro di Lombardia

1946: 43º
1947: 26º
1948: 19º
1952: 42º

## Memoria
In memoria di Biagioni dal 1984, nel periodo primaverile, si tiene annualmente a Barile il Gran Premio Serafino Biagioni, gara ciclistica riservata agli Under-23 Elite e poi in seguito agli juniores; nel palmarès risultano presenti nomi di ciclisti poi divenuti professionisti, quali Paolo Fornaciari, Luca Scinto e Stefano Garzelli.
Nel 2005, in seguito al passaggio del Giro d'Italia da Pistoia, dal Comitato di tappa e dalla Provincia di Pistoia gli è stato intitolato il traguardo della tappa del 14 maggio ed è stata apposta una lapide commemorativa in ricordo delle sue imprese presso la casa natia di Barile. 
Nel giugno 2022 a Follonica, in occasione della prima edizione della ciclostorica "Leopoldina", è stato allestito, presso la Civica Pinacoteca, il Museo storico del ciclismo, nel quale sono stati esposti molti cimeli di Biagioni, tra i quali la maglia gialla del Tour de France 1951.